# Гута-Юзефув (Люблінське воєводство)
Гута-Юзефув (пол. Huta Józefów) — село в Польщі, у гміні Шастарка Красницького повіту Люблінського воєводства.
Населення — 379 осіб (2011).
У 1975-1998 роках село належало до Тарнобжезького воєводства.

## Демографія
Демографічна структура станом на 31 березня 2011 року:
|          | Загалом | Допрацездатний вік | Працездатний вік | Постпрацездатний вік |
| -------- | ------- | ------------------ | ---------------- | -------------------- |
| Чоловіки | 185     | 39                 | 117              | 29                   |
| Жінки    | 194     | 44                 | 97               | 53                   |
| Разом    | 379     | 83                 | 214              | 82                   |